# Renealmia monosperma
Renealmia monosperma là một loài thực vật có hoa trong họ Gừng. Loài này được Miq. miêu tả khoa học đầu tiên năm 1849.